# Calais RUFC
Calais Racing Union FC (Calais RUFC) – to francuski klub piłkarski, założony w 1902 roku, mający siedzibę w mieście Calais.
Klub powstał pod nazwą Racing Club de Calais. W 1974 roku połączył się z Union Sportif de Calais. Klub rozgrywał mecze u siebie na Stade Julien-Denis, a od 2008 na Stade de l'epopeja. Klub znany jest przede wszystkim z dotarcia do finału Pucharu Francji w 2000 (pokonany przez FC Nantes 1:2), gdy klub grał w amatorską piłkę nożną w czwartej lidze.
W sumie klub grał 6 sezonów w drugiej lidze w latach 1932–1938 i 18 sezonów w Championnat National w latach 1970-1993. W ostatnich latach klub rotował między National (trzeci poziom) a CFA 2 (poziom 5). Postanowieniem sądu 28 września 2017 klub został zlikwidowany.

## Historia

### Geneza powstania klubu i gra w drugiej lidze (1902–1938)
W 1902 roku w wyniku fuzji Sporting Club i Football Club powstał Racing Club de Calais. Przyjmując czarno-złote kolory, szybko otrzymali przydomek Kanarki. R.C.Calais miał doskonałe występy podczas pierwszych edycji Pucharu Francji, biorąc udział w ćwierćfinale w sezonie 1920/21, 1/8 finału w sezonie 1921/22. Klub uzyskał status zespołu zawodowego w 1933 roku. Szczególnie wyróżniały się „angielskie asy” Maloney i Allison. Ze względu na brak wystarczających środków finansowych Calais w 1938 zrezygnowało ze statusu zawodowego.

### Gra w ligach amatorskich przed fuzją (1938–1974)
Wracając do rozgrywek amatorskich, Calais dołączył do CFA w 1962 po zdobyciu tytułu mistrza Division d'Honneur. Calais rozwijało się w CFA, grając takimi zawodnikami jak Forcioli, Godzek, Duville i Plancque, aż do spadku w sezonie 1965/66. Następnie klub przez kolejne 3 sezony grał w Division d'Honneur, którą wygrał w 1969. Calais, pod kierownictwem prezesa Viniacourta i trenera Claude'a Plancque, ponownie grało w CFA.

### Lata 1974–1999
RC Calais połączyło się z US Calais w maju 1974. Kluby przyjęły nową nazwę Calais Racing Union FC, która jest mieszanką dwóch starych nazw, a także kolorów (żółty RC Calais i czerwony US Calais). Calais RUFC grało na Stade Julien-Denis od 1974 do 2008.

### Finał Pucharu Francji i rozwiązanie klubu (1999–2017)
W sezonie 1999/2000 CRUFC osiągnęło największy sukces w historii klubu, docierając do finału Pucharu Francji, eliminując po drodze m.in. Lille OSC czy RC Strasbourg. W półfinale rozgrywek spotkało się z  Girondins Bordeaux. Calais wygrało mecz w dogrywce. Finał na Stade de France na oczach 78 000 widzów rozegrano 7 maja 2000. Klub spotkać się w finale z FC Nantes, a spotkanie wygrało Nantes 1:2. 
Kontrowersyjny rzut karny przyznany przez sędziego Claude'a Colombo za faul na Alainie Caveglii w 90. minucie przypieczętował zwycięstwo Nantes. Mickaël Landreau, kapitan i bramkarz FC Nantes, nagradza amatorów, oferując kapitanowi Calais, Réginaldowi Becque, rzadki przywilej wzniesienia trofeum razem z nim. 
W sezonie 2005/06 CRUFC dotarł do ćwierćfinału Pucharu Francji, gdzie ponownie został wyeliminowany przez FC Nantes. 
W sezonie 2009/10 zespół zajął pierwsze miejsce w grupie A CFA 2 i zdobył prawo powrotu do CFA, ale 10 czerwca 2010 klub został postawiony w stan likwidacji przymusowej przez High Court of Boulogne. Klub ostatecznie pozostał w CFA 2 do sezonu 2013/14. W 2014 roku klub powrócił do CFA po zajęciu 2. miejsca w swojej grupie CFA 2. Na koniec sezonu 2014/15 klub zajął 6. miejsce w mistrzostwach CFA grupy A. W kolejnym roku (2015/16) klub zajął 9. miejsce w CFA grupa A.
28 września 2017 sąd w Boulogne-sur-Mer orzekł likwidację klubu, co oznaczało jego definitywne zakończenie działalności.

## Dziedzictwo
Po zniknięciu Calais RUFC dwa kluby powstały dwa kluby w mieście:
- W 2017 powstało Calais FC Hauts-de-France. Klub składał się z byłych liderów i członków Calais RUFC. Rozgrywa swoje mecze na Stade Julien-Denis, a także posiada barwy czerwonego i złota.

- W 2019 Grand Calais Pascal FC powstał z połączenia 2 starszych klubów z Calais (FC Grand Calais i Amicale Pascal Calais). W latach 2019–2023 był jedynym klubem, który ma siedzibę na Stade de l'epopeja[5].

30 kwietnia 2023 roku mieszkańcy Calais dowiedzieli się, że dyskutowana jest ewentualna fuzja tych 2 klubów. Ta fuzja stała się faktem 14 czerwca 2023 pod nazwą „Racing Club de Calais”, pierwszą nazwą używaną u początków powstania Calais RUFC w 1902. Pomimo nazwy identycznej z nazwą pochodzenia Calais RUFC, te 2 kluby nie są powiązane i dlatego są dwoma oddzielnymi klubami. Nowy Racing Club de Calais swoją strukturą i projektem ma być największym klubem w mieście, a także wielkim historycznym spadkobiercą Calais RUFC. Posiada znacznie nowocześniejsze logo, ale z poszanowaniem czarnych, czerwonych i żółtych kolorów klubu (pochodzących z FC Calais Hauts-de-France), zachowując jednocześnie klasyczny okrągły kształt herbu i kontury.

## Sukcesy
Puchar Francji
- Finał: 1999/2000
- Ćwierćfinał: 2005/06

CFA Grupa A
- Mistrzostwo: 2006/07

Dywizja 3 (Północ)
- Mistrzostow: 1980/81

CFA 2 Grupa A
- Mistrzostwo: 1987/88, 1997/98, 2002/03, 2009/10

CFA 2 Grupa B
- Mistrzostwo: 2010/11

## Trenerzy
- Albert Dubreucq (1962–1965)
- Dimitri Antonov	(1965–1966)
- R. Noël (1966–1967)
- Jean (1967–1968)
- Claude Plancque (1968–1973)
- Bernard Placzek (1973–1979
- Eugène Grévin (1979–1980)
- Jacques Fardoux (1980–1982)
- Mohamed Lekkak (1982–1983)
- Bernard Ledru (1983–1985)
- Gabriel Desmenez (1985–1987)
- Richard Ellena (1987–1991)
- Jean-Marc Varnier (1991–1993)
- Jean-Claude Cloët (1993–1994)
- Daniel Fuchs (1994–1995)
- Ladislas Lozano	(1995–2001)
- Manuel Abreu Freitas (2001–2002)
- Sylvain Jore (2002)
- Jean-Jacques Allais (2002)
- Sylvain Jore (2002–2003)
- Jean-Jacques Allais (2003)
- Sylvain Jore (2003–2007)
- Djezon Boutoille (2008–2017)